# 포뮬러 원 월드 챔피언십 목록
포뮬러 원 월드 드라이버스 챔피언십(Formula One World Drivers’ Championship, WDC)은 국제 자동차 연맹(FIA)이 한 시즌 동안 가장 성공적인 포뮬러 원 레이싱 드라이버에게 수여한다. 그랑프리 결과를 기준으로 한 포인트 시스템에 의해 결정한다. 드라이버 챔피언십은 1950년에 니노 파리나(Nino Farina)가 처음 수상하였다. 복수의 챔피언십을 가져간 첫 번째 드라이버는 알베르토 아스카리(Alberto Ascari)로, 1952년과 1953년에 챔피언십을 차지했다. 현재 드라이버 챔피언은 막스 페르스타펀(Max Verstappen)으로 2021년, 2022년, 2023년 연속으로 챔피언을 차지했으며, 네덜란드 드라이버로서는 첫 챔피언이다.
FIA는 시즌이 끝나기 전까지 공식적으로 챔피언을 발표하지 않는다. 그러나 한 드라이버가 남은 시즌 동안 레이스를 하지 않고 다른 드라이버가 최대한의 포인트를 기록한다고 해도, 수학적으로 다른 드라이버가 그 드라이버 보다 더 많은 포인트를 획득하지 못할 때 챔피언십을 차지했다고 말할 수 있다. 드라이버 챔피언십이 수여된 61번의 시즌 중에 25번이 마지막 경기에서 확정되었다. 가장 빠르게 드라이버 챔피언십을 확정한 것은 2002년 미하엘 슈마허가 6번의 레이스를 남기고 타이틀을 확보했을 때이다.
종합해보면, 34명의 드라이버가 챔피언십을 수상했고, 독일 드라이버 미하엘 슈마허와 영국 드라이버 루이스 해밀턴은 7번으로 가장 많은 타이틀 기록을 갖고 있다. 특히 슈마허는 2000년부터 2004년까지 최다 연속 우승을 차지한 기록도 갖고 있다. 영국은 10명의 월드 챔피언으로 가장 많은 월드 챔피언 드라이버를 낳은 국가이다. 브라질과 독일은 각각 3명으로 그 뒤를 따르고 있다. 34명의 월드 챔피언 드라이버 중에 20명이 아직 생존해 있다. 가장 최근에 작고한 드라이버는 니키 라우다(Niki Lauda)이다. (1949-2019)

## 시즌
| 시즌   | 드라이버           | 컨스트럭터            | 엔진                | 타이어 | 폴 포지션 | 우승 | 포디움 | 패스티스트 랩 | 점수  | 확정 시기     | 점수 차이 |
| ------ | ------------------ | --------------------- | ------------------- | ------ | --------- | ---- | ------ | ------------- | ----- | ------------- | --------- |
| 1950   | 니노 파리나        | 알파 로메오           | 알파 로메오         | P      | 2         | 3    | 3      | 3             | 30    | Race 7 / 7    | 3         |
| 1951   | 후안 마누엘 판지오 | 알파 로메오           | 알파 로메오         | P      | 4         | 3    | 5      | 5             | 31    | Race 8 / 8    | 6         |
| 1952 1 | 알베르토 아스카리  | 페라리                | 페라리              | F P    | 5         | 6    | 6      | 6             | 36    | Race 6 / 8    | 12        |
| 1953 1 | 알베르토 아스카리  | 페라리                | 페라리              | P      | 6         | 5    | 5      | 4             | 34.5  | Race 8 / 9    | 6.5       |
| 1954   | 후안 마누엘 판지오 | 마세라티 메르세데스 2 | 마세라티 메르세데스 | P C    | 5         | 6    | 7      | 3             | 42    | Race 7 / 9    | 16.86     |
| 1955   | 후안 마누엘 판지오 | 메르세데스            | 메르세데스          | C      | 3         | 4    | 5      | 3             | 40    | Race 6 / 7    | 16.5      |
| 1956   | 후안 마누엘 판지오 | 페라리                | 페라리              | E      | 6         | 3    | 5      | 4             | 30    | Race 8 / 8    | 3         |
| 1957   | 후안 마누엘 판지오 | 마세라티              | 마세라티            | P      | 4         | 4    | 6      | 2             | 40    | Race 6 / 8    | 15        |
| 1958   | 마이크 호손        | 페라리                | 페라리              | E      | 4         | 1    | 7      | 5             | 42    | Race 11 / 11  | 1         |
| 1959   | 잭 브라밤          | 쿠퍼*                 | 클라이막스          | D      | 1         | 2    | 5      | 1             | 31    | Race 9 / 9    | 4         |
| 1960   | 잭 브라밤          | 쿠퍼*                 | 클라이막스          | D      | 3         | 5    | 5      | 3             | 43    | Race 8 / 10   | 9         |
| 1961   | 필 힐              | 페라리*               | 페라리              | D      | 5         | 2    | 6      | 2             | 34    | Race 7 / 8    | 1         |
| 1962   | 그레이엄 힐        | BRM*                  | BRM                 | D      | 1         | 4    | 6      | 3             | 42    | Race 9 of 9   | 12        |
| 1963   | 짐 클라크          | 로터스*               | 클라이막스          | D      | 7         | 7    | 9      | 6             | 54    | Race 7 / 10   | 21        |
| 1964   | 존 서티스          | 페라리*               | 페라리              | D      | 2         | 2    | 6      | 2             | 40    | Race 10 / 10  | 1         |
| 1965   | 짐 클라크          | 로터스*               | 클라이막스          | D      | 6         | 6    | 6      | 6             | 54    | Race 7 / 10   | 14        |
| 1966   | 잭 브라밤          | 브라밤*               | 렙코                | G      | 3         | 4    | 5      | 1             | 42    | Race 7 / 9    | 14        |
| 1967   | 데니 흄            | 브라밤*               | 렙코                | G      | 0         | 2    | 8      | 2             | 51    | Race 11 / 11  | 5         |
| 1968   | 그레이엄 힐        | 로터스*               | 포드                | F      | 2         | 3    | 6      | 0             | 48    | Race 12 / 12  | 12        |
| 1969   | 재키 스튜어트      | 마트라*               | 포드                | D      | 2         | 6    | 7      | 5             | 63    | Race 8 / 11   | 26        |
| 1970   | 조켄 린트          | 로터스*               | 포드                | F      | 3         | 5    | 5      | 1             | 45    | Race 12 3/ 13 | 5         |
| 1971   | 재키 스튜어트      | 티렐*                 | 포드                | G      | 6         | 6    | 7      | 3             | 62    | Race 8 / 11   | 29        |
| 1972   | 에머슨 피티팔디    | 로터스*               | 포드                | F      | 3         | 5    | 8      | 0             | 61    | Race 10 / 12  | 16        |
| 1973   | 재키 스튜어트      | 티렐                  | 포드                | G      | 3         | 5    | 8      | 1             | 71    | Race 13 / 15  | 16        |
| 1974   | 에머슨 피티팔디    | 맥라렌*               | 포드                | G      | 2         | 3    | 7      | 0             | 55    | Race 15 / 15  | 3         |
| 1975   | 니키 라우다        | 페라리*               | 페라리              | G      | 9         | 5    | 8      | 2             | 64.5  | Race 13 / 14  | 19.5      |
| 1976   | 제임스 헌트        | 맥라렌                | 포드                | G      | 8         | 6    | 8      | 2             | 69    | Race 16 / 16  | 1         |
| 1977   | 니키 라우다        | 페라리*               | 페라리              | G      | 2         | 3    | 10     | 3             | 72    | Race 15 / 17  | 17        |
| 1978   | 마리오 안드레티    | 로터스*               | 포드                | G      | 8         | 6    | 7      | 3             | 64    | Race 14 / 16  | 13        |
| 1979   | 조디 쉑터          | 페라리*               | 페라리              | M      | 1         | 3    | 6      | 0             | 51    | Race 13 / 15  | 4         |
| 1980   | 앨런 존스          | 윌리엄스*             | 포드                | G      | 3         | 5    | 10     | 5             | 67    | Race 13 / 14  | 13        |
| 1981   | 넬슨 피켓          | 브라밤                | 포드                | G M    | 4         | 3    | 7      | 1             | 50    | Race 15 / 15  | 1         |
| 1982   | 케케 로즈버그      | 윌리엄스              | 포드                | G      | 1         | 1    | 6      | 0             | 44    | Race 16 / 16  | 5         |
| 1983   | 넬슨 피켓          | 브라밤                | BMW                 | M      | 1         | 3    | 8      | 4             | 59    | Race 15 / 15  | 2         |
| 1984   | 니키 라우다        | 맥라렌*               | TAG                 | M      | 0         | 5    | 9      | 5             | 72    | Race 16 / 16  | 0.5       |
| 1985   | 알랭 프로스트      | 맥라렌*               | TAG                 | G      | 2         | 5    | 11     | 5             | 73    | Race 14 / 16  | 20        |
| 1986   | 알랭 프로스트      | 맥라렌                | TAG                 | G      | 1         | 4    | 11     | 2             | 72    | Race 16 / 16  | 2         |
| 1987   | 넬슨 피켓          | 윌리엄스*             | 혼다                | G      | 4         | 3    | 11     | 4             | 73    | Race 15 / 16  | 12        |
| 1988   | 아이르통 세나      | 맥라렌*               | 혼다                | G      | 13        | 8    | 11     | 3             | 90    | Race 15 / 16  | 3         |
| 1989   | 알랭 프로스트      | 맥라렌*               | 혼다                | G      | 2         | 4    | 11     | 5             | 76    | Race 15 / 16  | 16        |
| 1990   | 아이르통 세나      | 맥라렌*               | 혼다                | G      | 10        | 6    | 11     | 2             | 78    | Race 15 / 16  | 7         |
| 1991   | 아이르통 세나      | 맥라렌*               | 혼다                | G      | 8         | 7    | 12     | 2             | 96    | Race 15 / 16  | 24        |
| 1992   | 나이젤 만셀        | 윌리엄스*             | 르노                | G      | 14        | 9    | 12     | 8             | 108   | Race 11 / 16  | 52        |
| 1993   | 알랭 프로스트      | 윌리엄스*             | 르노                | G      | 13        | 7    | 12     | 6             | 99    | Race 14 / 16  | 26        |
| 1994   | 미하엘 슈마허      | 베네통                | 포드                | G      | 6         | 8    | 10     | 8             | 92    | Race 16 / 16  | 1         |
| 1995   | 미하엘 슈마허      | 베네통*               | 르노                | G      | 4         | 9    | 11     | 8             | 102   | Race 15 / 17  | 33        |
| 1996   | 데이먼 힐          | 윌리엄스*             | 르노                | G      | 9         | 8    | 10     | 5             | 97    | Race 16 / 16  | 19        |
| 1997   | 자크 빌뇌브        | 윌리엄스*             | 르노                | G      | 10        | 7    | 8      | 3             | 81    | Race 17 / 17  | 39 4      |
| 1998   | 미카 하키넨        | 맥라렌*               | 메르세데스          | B      | 9         | 8    | 11     | 6             | 100   | Race 16 / 16  | 14        |
| 1999   | 미카 하키넨        | 맥라렌                | 메르세데스          | B      | 11        | 5    | 10     | 6             | 76    | Race 16 / 16  | 2         |
| 2000   | 미하엘 슈마허      | 페라리*               | 페라리              | B      | 9         | 9    | 12     | 2             | 108   | Race 16 / 17  | 19        |
| 2001   | 미하엘 슈마허      | 페라리*               | 페라리              | B      | 11        | 9    | 14     | 3             | 123   | Race 13 / 17  | 58        |
| 2002   | 미하엘 슈마허      | 페라리*               | 페라리              | B      | 7         | 11   | 17     | 7             | 144   | Race 11 / 17  | 67        |
| 2003   | 미하엘 슈마허      | 페라리*               | 페라리              | B      | 5         | 6    | 8      | 5             | 93    | Race 16 / 16  | 2         |
| 2004   | 미하엘 슈마허      | 페라리*               | 페라리              | B      | 8         | 13   | 15     | 10            | 148   | Race 14 / 18  | 34        |
| 2005   | 페르난도 알론소    | 르노*                 | 르노                | M      | 6         | 7    | 15     | 2             | 133   | Race 17 / 19  | 21        |
| 2006   | 페르난도 알론소    | 르노*                 | 르노                | M      | 6         | 7    | 14     | 5             | 134   | Race 18 / 18  | 13        |
| 2007   | 키미 래이쾨넨      | 페라리*               | 페라리              | B      | 3         | 6    | 12     | 6             | 110   | Race 17 / 17  | 1         |
| 2008   | 루이스 해밀턴      | 맥라렌                | 메르세데스          | B      | 7         | 5    | 10     | 1             | 98    | Race 18 / 18  | 1         |
| 2009   | 젠슨 버튼          | 브라운*               | 메르세데스          | B      | 4         | 6    | 9      | 2             | 95    | Race 16 / 17  | 11        |
| 2010   | 제바스티안 페텔    | 레드불*               | 르노                | B      | 10        | 5    | 10     | 3             | 256   | Race 19 / 19  | 4         |
| 2011   | 제바스티안 페텔    | 레드불*               | 르노                | P      | 14        | 11   | 16     | 3             | 374   | Race 15 / 19  | 119       |
| 2012   | 제바스티안 페텔    | 레드불*               | 르노                | P      | 6         | 5    | 10     | 6             | 281   | Race 20 / 20  | 3         |
| 2013   | 제바스티안 페텔    | 레드불*               | 르노                | P      | 9         | 13   | 16     | 7             | 397   | Race 16 / 19  | 155       |
| 2014   | 루이스 해밀턴      | 메르세데스*           | 메르세데스          | P      | 7         | 11   | 16     | 7             | 384   | Race 19 / 19  | 67        |
| 2015   | 루이스 해밀턴      | 메르세데스*           | 메르세데스          | P      | 11        | 10   | 17     | 8             | 381   | Race 16 / 19  | 59        |
| 2016   | 니코 로스베르크    | 메르세데스*           | 메르세데스          | P      | 8         | 9    | 16     | 6             | 385   | Race 21 / 21  | 5         |
| 2017   | 루이스 해밀턴      | 메르세데스*           | 메르세데스          | P      | 11        | 9    | 13     | 7             | 363   | Race 18 / 20  | 46        |
| 2018   | 루이스 해밀턴      | 메르세데스*           | 메르세데스          | P      | 11        | 11   | 17     | 3             | 408   | Race 19 / 21  | 88        |
| 2019   | 루이스 해밀턴      | 메르세데스*           | 메르세데스          | P      | 5         | 11   | 17     | 6             | 413   | Race 19 / 21  | 87        |
| 2020   | 루이스 해밀턴      | 메르세데스*           | 메르세데스          | P      | 10        | 11   | 14     | 6             | 347   | Race 14 / 17  | 124       |
| 2021   | 막스 페르스타펀    | 레드불*               | 혼다                | P      | 10        | 10   | 18     | 6             | 395.5 | Race 22 / 22  | 8         |
| 2022   | 막스 페르스타펀    | 레드불*               | RBPT                | P      | 7         | 15   | 17     | 5             | 454   | Race 18 / 22  | 146       |
| 2023   | 막스 페르스타펀    | 레드불*               | 혼다 RBPT           | P      | 12        | 19   | 21     | 9             | 575   | Race 18 / 23  | 290       |
| 2024   |                    |                       |                     | P      |           |      |        |               |       | / 23          |           |
| 시즌   | 드라이버           | 컨스트럭터            | 엔진                | 타이어 | 폴 포지션 | 우승 | 포디움 | 패스티스트 랩 | 점수  | 확정 시기     | 점수 차이 |

### 참조
* 컨스트럭터 챔피언십도 함께 수상한 팀을 나타냄(1958년부터 시상).
- ^1  - 1952년과 1953년의 챔피언십은 포뮬러 투 규정에 따라 진행되었다.
- ^2  - 판지오는 1954년 아르헨티나와 벨기에에서는 마세라티 팀으로 참가하였고, 메르세데스 소속으로 시즌을 마무리했다.
- ^3  - 린트가 시즌 10 라운드인 1970년 이탈리아 그랑프리에서 연습 세션 도중 사망하였지만 2 라운드 후까지 그의 챔피언십은 결정되지 않았다.
- ^4  - 미하엘 슈마허는 1997 시즌 동안 78 포인트를 획득하여, 빌뇌브에 단 3 포인트 뒤지고 있었다. 하지만, 슈마허는 시즌 마지막 경기인 유럽 그랑프리에서 빌뇌브와의 충돌로 챔피언십에서 자격을 박탈당했다(폴 포지션 등 시즌 기록은 공식 기록에 포함됨). 빌뇌브는 42포인트를 획득한 하인츠-하랄트 프렌첸과 39 포인트 차로 챔피언에 올랐다.

## 드라이버

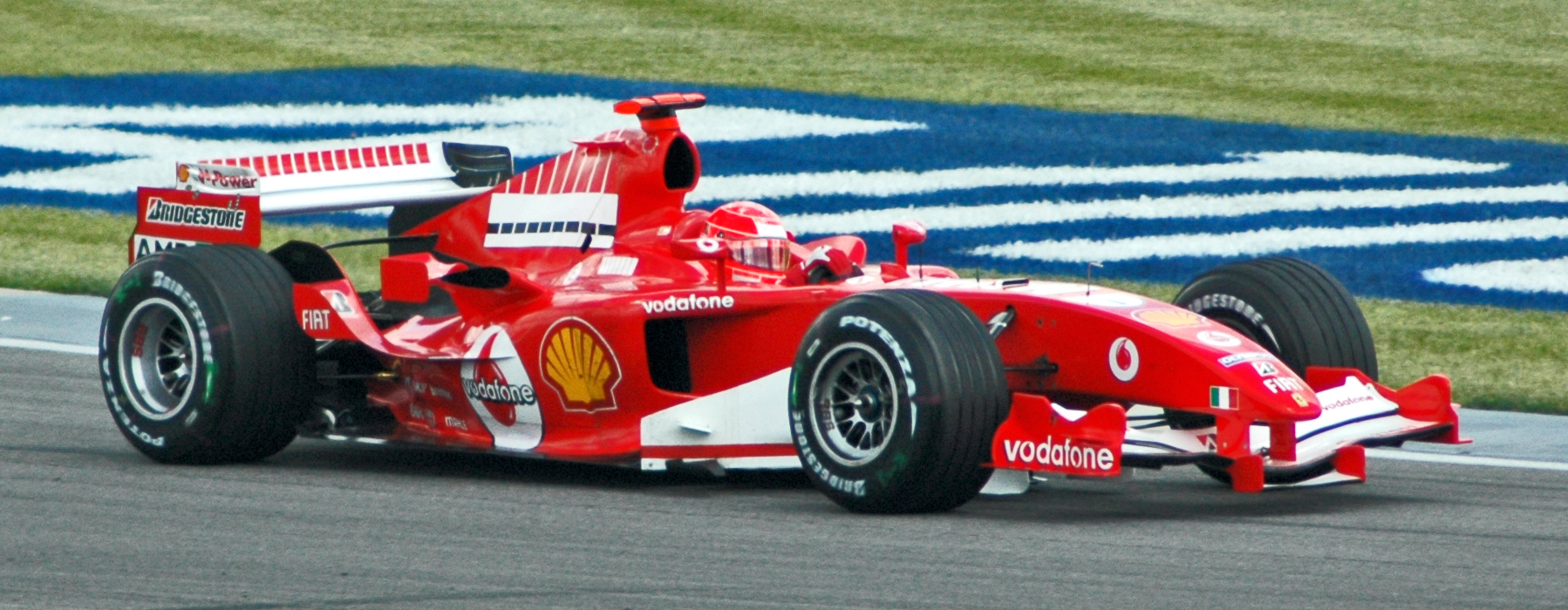
미하엘 슈마허는 7번의 월드 챔피언십 기록을 갖고 있다. – 베네통에서 두 번, 페라리에서 다섯 번이다.

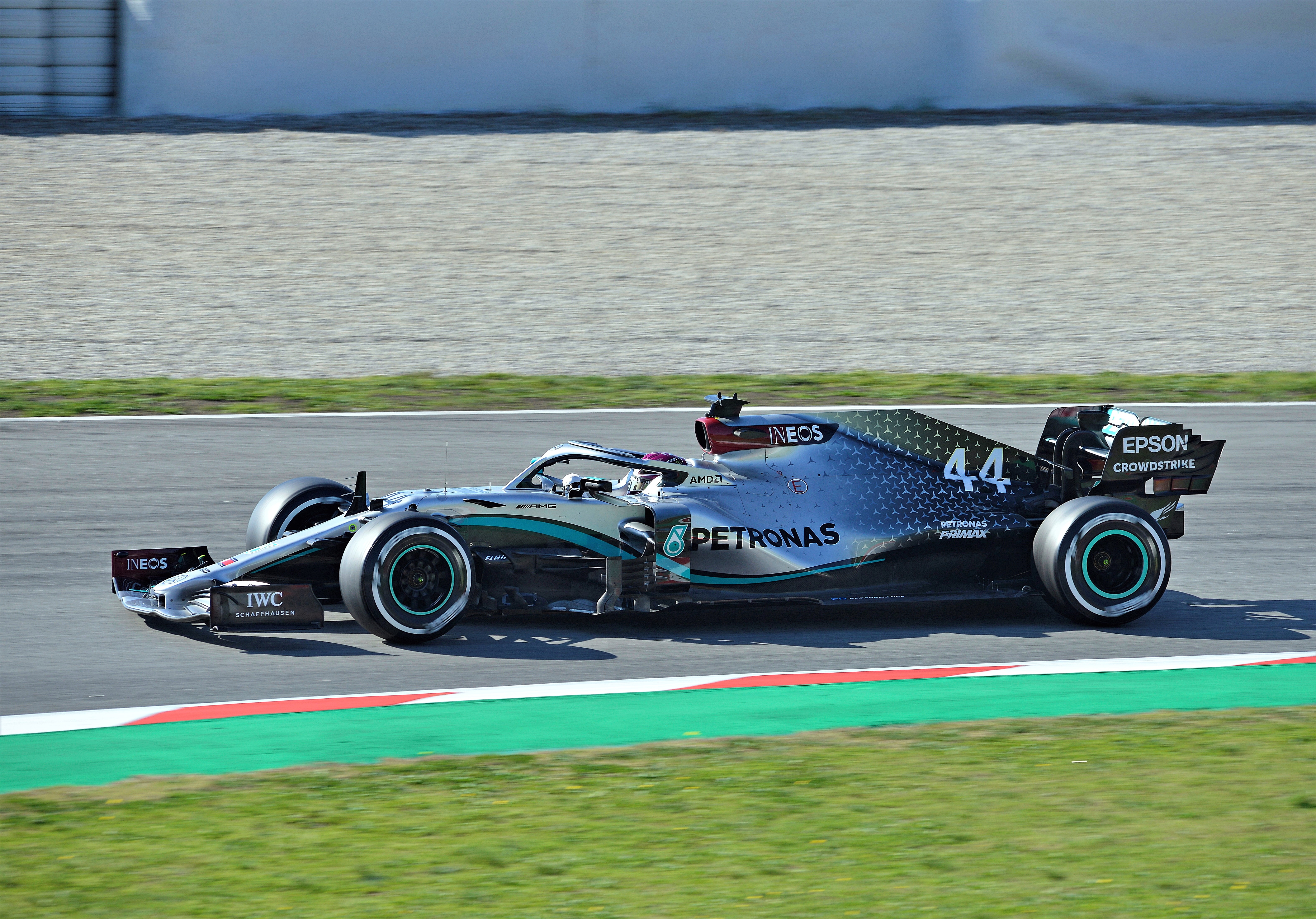
루이스 해밀턴은 현재 7번의 월드 챔피언십 기록을 갖고 있다. – 맥라렌에서 1번, 메르세데스에서 6번이며 슈마허와 함께 한 팀에서 가장 많은 우승을 한 드라이버이다.

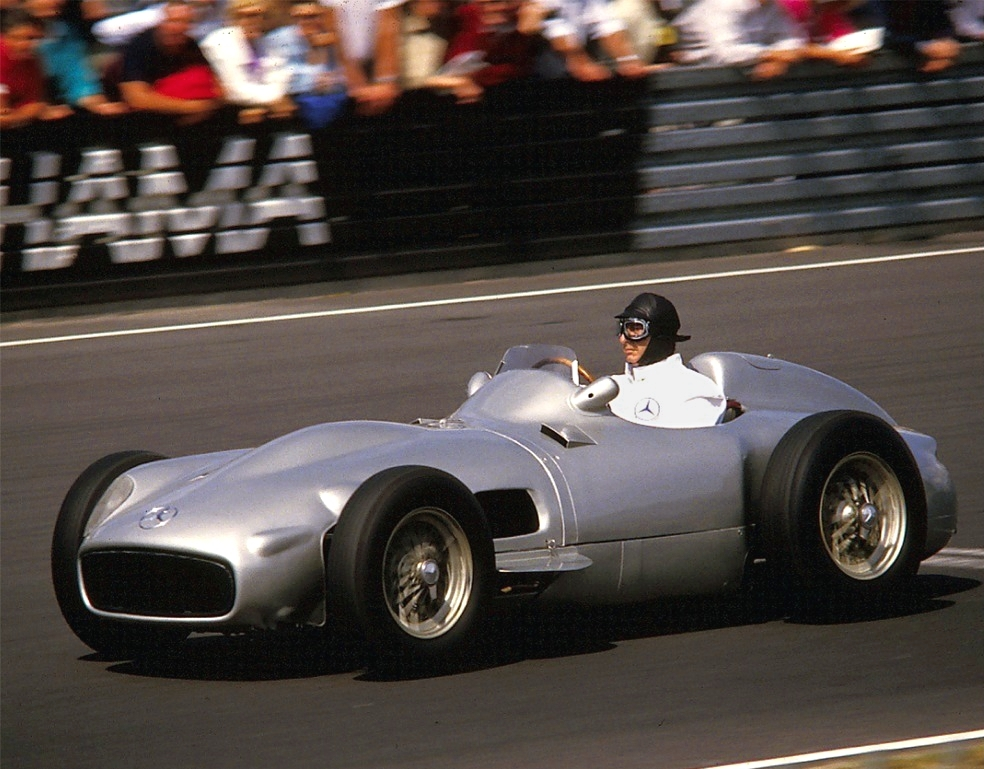
후안 마누엘 판지오는 알파 로메오, 마세라티, 메르세데스와 페라리에서 5번의 월드 챔피언십에 올랐다. 1955년부터 2003년까지 기록을 갖고 있었다.

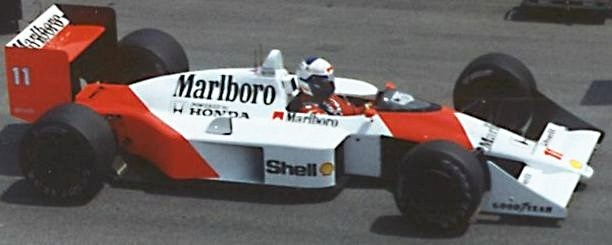
알랭 프로스트는 맥라렌에서 세 번, 윌리암스에서 한 번, 총 네 번의 타이틀을 갖고 있다.

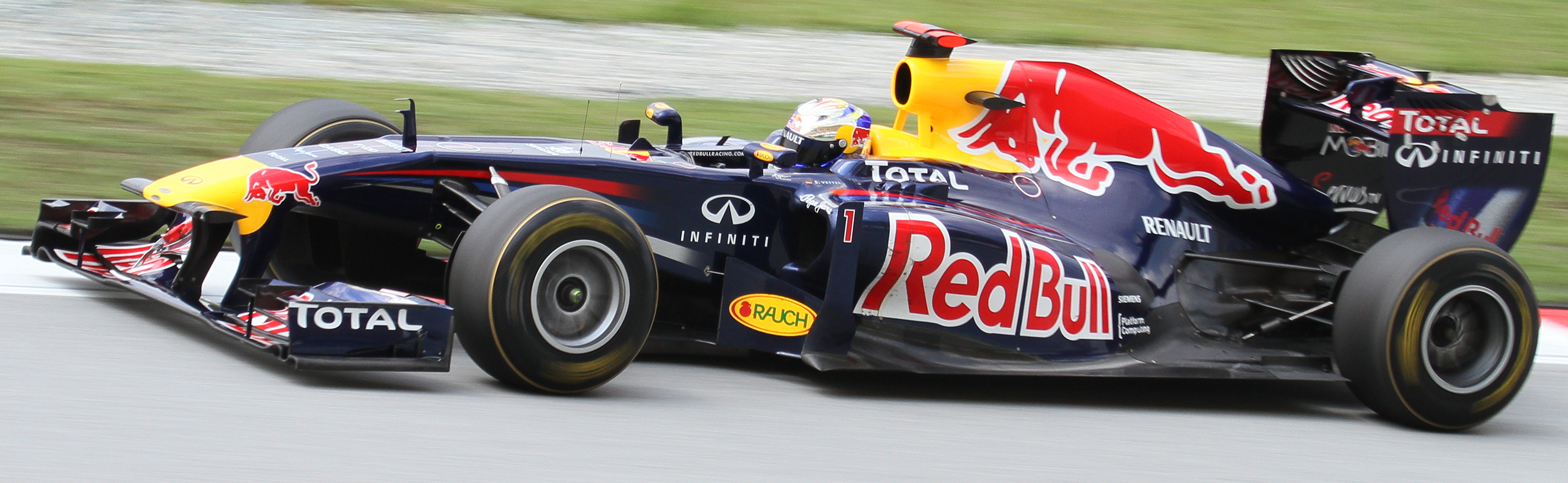
제바스티안 페텔은 현재 4번의 월드 챔피언십 기록을
가지고 있으며 모두 레드불에서 기록했다.

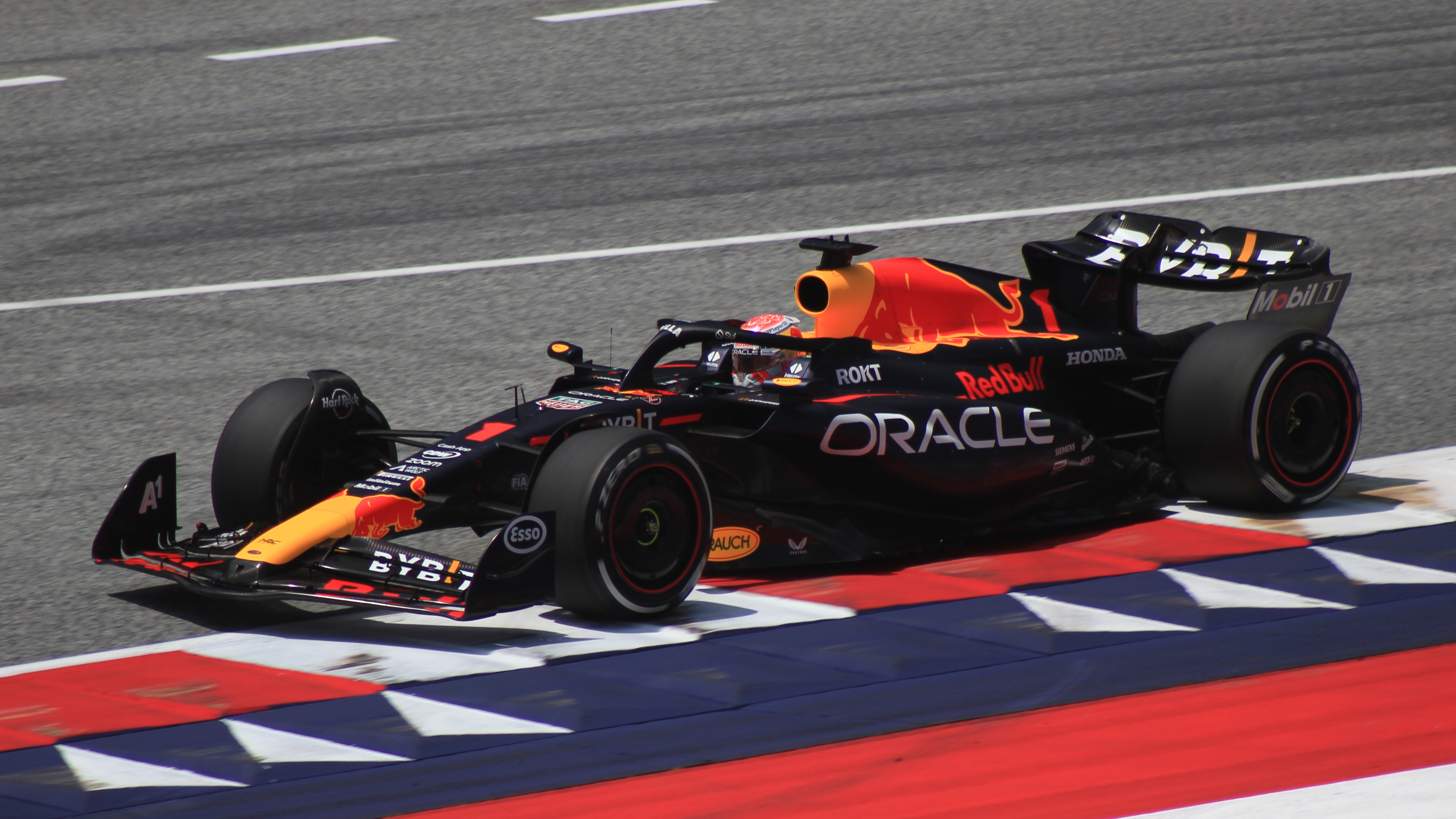
막스 페르스타펀은 레드불 소속으로 2021, 2022, 2023 시즌을 연속으로 우승했다.

굵은 글씨의 드라이버는 2023년 포뮬러 원 시즌에서 경쟁하고 있다.

## 국적
굵은 글씨로 표시된 선수는 현재 2023년 시즌 F1에 참가하고 있다.

## 컨스트럭터 팀
| 컨스트럭터  | 합계 |
| ----------- | ---- |
| 페라리      | 15   |
| 맥라렌      | 12   |
| 메르세데스  | 9    |
| 윌리엄스    | 7    |
| 레드불      | 7    |
| 로터스      | 6    |
| 브래범      | 4    |
| 쿠퍼        | 2    |
| 르노        | 2    |
| 베네통      | 2    |
| 알파 로메오 | 2    |
| 티렐        | 2    |
| 마세라티    | 2    |
| BRM         | 1    |
| 마트라      | 1    |
| 브라운      | 1    |

굵은 글씨의 컨스트럭터는 2023년 월드 챔피언십에서 경쟁하고 있다.

## 컨스트럭터 국적
| 국적        | 합계 |
| ----------- | ---- |
| 영국        | 37   |
| 이탈리아    | 19   |
| 독일        | 9    |
| 오스트리아1 | 7    |
| 프랑스2     | 3    |

1레드불은 오스트리아 국적으로 두 번의 타이틀을 가져갔으나 영국 제조 머신을 사용함.
2르노는 프랑스 국적으로 두 번의 타이틀을 가져갔으나 영국 제조 머신을 사용함.

## 엔진 공급업체
| 엔진        | 합계 |
| ----------- | ---- |
| 페라리      | 15   |
| 포드1       | 13   |
| 메르세데스2 | 13   |
| 르노        | 11   |
| 혼다        | 7    |
| 클라이막스  | 4    |
| TAG3        | 3    |
| 알파 로메오 | 2    |
| 마세라티    | 2    |
| 렙코4       | 2    |
| BMW         | 1    |
| BRM         | 1    |
| RBPT        | 1    |

1포드 엔진은 영국 회사인 코스워드가 디자인하고 만든 것이다. 포드 엔진을 사용한 열 두번의 드라이버 챔피언십은 (포드가 출자한) Cosworth DFV 엔진을 사용한 것이다. 나머지는 코스워드가 만든 포드 Zetec-R 엔진이다.
2메르세데스-벤츠는 자신의 팀에서 두 번의 드라이버 챔피언십을, 맥라렌에서 세 번을, 브라운에서 한 번을 획득했다. 후반의 네 번은 2005년까지 Ilmor로 알려진 영국 자회사가 디자인하고 만든 메르세데스-벤츠 하이 퍼포먼스 엔진을 사용했다.
3TAG 엔진은 독일 회사 포르쉐가 디자인하고 만든 것이다.
41966년 렙코 엔진은 미국의 올즈모빌의 엔진 블록에 기초한 것이다.
굵은 글씨의 엔진 공급업체는 2020 월드 챔피언십에서 경쟁 중이다.

## 타이어 공급업체
| 순위 | 공급업체 | 공급업체   | 국가     | 합계     | 시즌                                              |
| ---- | -------- | ---------- | -------- | -------- | ------------------------------------------------- |
| 1    | G        | 굿이어     | 미국     | 24 (7)1  | 1966–1967, 1971, 1973–1978, 1980, 1982, 1985–1997 |
| 2    | P        | 피렐리     | 이탈리아 | 19 (13)2 | 1950–195456, 1957, 2011-2023                      |
| 3    | B        | 브리지스톤 | 일본     | 11 (6)3  | 1998–2004, 2007–2010                              |
| 4    | D        | 던롭       | 영국     | 8 (4)4   | 1959–1965, 1969                                   |
| 5    | M        | 미쉐린     | 프랑스   | 6        | 1979, 1981, 1983–1984, 2005–2006                  |
| 6    | F        | 파이어스톤 | 미국     | 4        | 19525, 1968, 1970, 1972                           |
| 7    | C        | 콘티넨탈   | 독일     | 2        | 19545–1955                                        |
| 7    | E        | 잉글버트   | 벨기에   | 2        | 1956, 1958                                        |

굵은 글씨의 타이어 공급업체는 2011년 월드 챔피언십에서 경쟁 중이다. 괄호 안의 숫자는 단독 타이어 공급업체로서 받은 타이틀을 뜻한다.

## 기록

### 최연소 드라이버 챔피언
|    | 드라이버        | 나이          | 시즌 |
| -- | --------------- | ------------- | ---- |
| 1  | 제바스티안 페텔 | 23 세, 133 일 | 2010 |
| 2  | 루이스 해밀턴   | 23 세, 301 일 | 2008 |
| 3  | 페르난도 알론소 | 24 세, 58 일  | 2005 |
| 4  | 막스 페르스타펀 | 24 세, 73 일  | 2021 |
| 5  | 에머슨 피티팔디 | 25 세, 273 일 | 1972 |
| 6  | 미하엘 슈마허   | 25 세, 314 일 | 1994 |
| 7  | 니키 라우다     | 26 세, 197 일 | 1975 |
| 8  | 자크 빌뇌브     | 26 세, 200 일 | 1997 |
| 9  | 짐 클라크       | 27 세, 188 일 | 1963 |
| 10 | 키미 래이쾨넨   | 28 세, 4 일   | 2007 |

굵은 글씨의 드라이버는 2023년 월드 챔피언십에서 경쟁 중이다.

### 최고령 드라이버 챔피언
|    | 드라이버           | 나이         | 시즌 |
| -- | ------------------ | ------------ | ---- |
| 1  | 후안 마누엘 판지오 | 46년, 41 일  | 1957 |
| 2  | 니노 파리나        | 43년, 308 일 | 1950 |
| 3  | 잭 브래범          | 40년, 155 일 | 1966 |
| 4  | 그레이엄 힐        | 39년, 262 일 | 1968 |
| 5  | 나이젤 만셀        | 39년, 8 일   | 1992 |
| 6  | 알랭 프로스트      | 38년, 214 일 | 1993 |
| 7  | 마리오 안드레티    | 38년, 193 일 | 1978 |
| 8  | 데이먼 힐          | 36년, 26 일  | 1996 |
| 9  | 루이스 해밀턴      | 35년, 313 일 | 2020 |
| 10 | 니키 라우다        | 35년, 242 일 | 1984 |

### 연속 우승
11명의 드라이버가 포뮬러 원 드라이버 챔피언십을 연속으로 획득했다. 미하엘 슈마허과 루이스 해밀턴은 두번의 연속 드라이버 챔피언십을 달성한 드라이버이다.
| 챔피언십 | 드라이버           | 시즌      |
| -------- | ------------------ | --------- |
| 5        | 미하엘 슈마허      | 2000–2004 |
| 4        | 후안 마누엘 판지오 | 1954–1957 |
| 4        | 제바스티안 페텔    | 2010–2013 |
| 4        | 루이스 해밀턴      | 2017–2020 |
| 3        | 막스 베르스타펜    | 2021–2023 |
| 2        | 알베르토 아스카리  | 1952–1953 |
| 2        | 잭 브라밤          | 1959–1960 |
| 2        | 알랭 프로스트      | 1985–1986 |
| 2        | 아이르통 세나      | 1990–1991 |
| 2        | 미하엘 슈마허      | 1994–1995 |
| 2        | 미카 하키넨        | 1998–1999 |
| 2        | 페르난도 알론소    | 2005–2006 |
| 2        | 루이스 해밀턴      | 2014–2015 |

굵은 글씨의 드라이버는 2023년 월드 챔피언십에서 경쟁 중이다.

## 같이 보기
- 포뮬러 원
- 포뮬러 원 대한민국 그랑프리